# Киннмарк, Улоф
Улоф Киннмарк (швед. Olof Kinnmark, 29 марта 1897 — 18 февраля 1970) — шведский шахматист, национальный мастер. Победитель неофициального чемпионата Швеции 1925 г. Бронзовый призер неофициального чемпионата Швеции 1932 г. Многократный чемпион Гётеборга (1927, 1929, 1932, 1940, 1941, 1945, 1964 гг.). В составе сборной Швеции участник неофициальной шахматной олимпиады.

## Спортивные результаты
| Год  | Город        | Соревнование                                                  | + | −  | = | Результат | Место |
| ---- | ------------ | ------------------------------------------------------------- | - | -- | - | --------- | ----- |
| 1925 | Тролльхеттан | Чемпионат Швеции (неофициальный)                              |   |    |   |           | 1     |
| 1932 | Карлскруна   | Чемпионат Швеции (неофициальный)                              |   |    |   |           | 3     |
| 1934 | Копенгаген   | 16-й турнир северных стран                                    |   |    |   |           | 12    |
| 1936 | Мюнхен       | Неофициальная шахматная олимпиада (сборная Швеции, 5-я доска) | 4 | 6  | 3 | 5½ из 13  |       |
| 1942 | Мюнхен       | Чемпионат Европы (квалификационный турнир)                    | 1 | 10 | 0 | 1 из 11   | 12    |
| 1944 | Лидчёпинг    | Чемпионат Швеции                                              |   |    |   |           | [ 3 ] |
| 1947 | Хельсинки    | 21-й турнир северных стран (зональный турнир)                 |   |    |   | 3 из 11   | 12    |